# Монтросс (Вірджинія)
Монтросс (англ. Montross) — місто (англ. town) в США, в окрузі Вестморленд штату Вірджинія. Населення — 333 особи (2020).

## Географія
Монтросс розташований за координатами 38°5′33″ пн. ш. 76°49′21″ зх. д. / 38.09250° пн. ш. 76.82250° зх. д. (38.092498, -76.822517).  За даними Бюро перепису населення США в 2010 році місто мало площу 2,67 км², з яких 2,67 км² — суходіл та 0,00 км² — водойми.

## Демографія
Згідно з переписом 2010 року, у місті мешкали 384 особи в 184 домогосподарствах у складі 91 родини. Густота населення становила 144 особи/км².  Було 207 помешкань (77/км²).
Расовий склад населення:
| - 79,7 % — білих - 19,5 % — чорних або афроамериканців - 0,3 % — азіатів |

До двох чи більше рас належало 0,5 %. Частка іспаномовних становила 10,2 % від усіх жителів.
За віковим діапазоном населення розподілялося таким чином: 17,4 % — особи молодші 18 років, 52,4 % — особи у віці 18—64 років, 30,2 % — особи у віці 65 років та старші. Медіана віку мешканця становила 49,8 року. На 100 осіб жіночої статі у місті припадало 80,3 чоловіків;  на 100 жінок у віці від 18 років та старших — 79,1 чоловіків також старших 18 років.
Середній дохід на одне домашнє господарство  становив 52 294 долари США (медіана — 41 591), а середній дохід на одну сім'ю — 66 360 доларів (медіана — 66 750). За межею бідності перебувало 23,2 % осіб, у тому числі 34,6 % дітей у віці до 18 років та 32,7 % осіб у віці 65 років та старших.
Цивільне працевлаштоване населення становило 216 осіб. Основні галузі зайнятості: оптова торгівля — 19,4 %, освіта, охорона здоров'я та соціальна допомога — 19,0 %, публічна адміністрація — 11,1 %, науковці, спеціалісти, менеджери — 9,7 %.